# Stian Kvarstad
Stian Kvarstad (* 25. Januar 1973) ist ein ehemaliger norwegischer Skispringer.
Kvarstad begann 1992 seine internationale Karriere im Continental Cup (COC). In seiner ersten Saison dieser Serie erreichte er mit 30 Punkten Platz 30 in der Gesamtwertung. Am 11. März 1993 gab er in Lillehammer sein Debüt im Skisprung-Weltcup. Dabei erreichte er auf der Großschanze den 41. Platz. In den folgenden zwei Jahren konnte er im Continental Cup keinerlei Erfolge erzielen und landete meist nur auf hinteren Plätzen. Auch in den Weltcup-Springen in seiner Heimat Norwegen, zu denen er jährlich nominiert wurde, blieb er ohne Erfolge. Lediglich 1996 gelang ihm in Lillehammer mit Platz 29 der Sprung in die Punkteränge. In der Continental-Cup-Saison 1997/98 konnte er seine Leistung deutlich steigern und beendete die Saison auf dem 8. Rang in der Gesamtwertung mit insgesamt 538 Punkten. Aus diesem Grund war er ab Februar 1998 festes Mitglied des Weltcup-Teams. Beim Skifliegen in Vikersund erreichte er am 28. Februar 1998 mit Platz 7 seine höchste Einzelplatzierung bei einem Weltcup-Springen. Auch im zweiten Skiflug-Weltcup einen Tag später landete er innerhalb der Punkteränge. In den folgenden drei Weltcup-Springen in Kuopio und Lahti blieb er jedoch erfolg- und punktlos. Am Ende der Saison stand er auf dem 50. Platz in der Weltcup-Gesamtwertung. Es war seine letzte Weltcup-Saison. Zur Saison 1998/99 startete er noch einmal im Continental Cup, blieb jedoch auch dort erfolglos und beendete 1999 seine aktive Karriere als Skispringer.